# جون إينمان
جون إينمان (بالإنجليزية: John Inman)‏ هو لاعب غولف أمريكي، ولد في 26 نوفمبر 1962 في غرينزبورو في الولايات المتحدة.

## وصلات خارجية
- جون إينمان على موقع رابطة لاعبي الغولف المحترفين (الإنجليزية)